# Mémoire de métal
Mémoire de métal (titre original : Slow Bullets) est un roman court de science-fiction de l'écrivain britannique Alastair Reynolds, paru en 2015 puis traduit en français et publié en 2021.
Mémoire de métal a remporté le prix Locus du meilleur roman court 2016.

## Résumé
Scurelya Timsuk Shunde, dite Scur, est une soldate qui a la malchance d'être capturée par quatre soldats ennemis alors que le couvre-feu vient tout juste d'être déclaré dans un vaste conflit qui a opposé plus d'une centaine de mondes. Un des quatre soldats, nommé Orvin, lui injecte une balle lente dans une jambe. Semblable à celle injectée dans le corps de tout soldat afin de tracer toutes ses actions, elle est par contre détournée de sa fonction initiale afin de se frayer un chemin vers le cœur de Scur, au prix de mille souffrances, pour finalement la tuer. L'arrivée de vaisseaux de nature inconnue pousse les quatre soldats à abandonner Scur. Celle-ci déniche un couteau et entreprend la douloureuse et très risquée tentative d'extraction de la balle avant qu'elle n'atteigne son cœur.
Scur se réveille dans un caisson hiber ; la plaie sur sa jambe est cicatrisée. Elle s'extrait du caisson et en découvre des dizaines d'autres à proximité, dont certains sont ouverts. Elle rencontre peu après Pradser Hebel, dit Prad, un membre de l'équipage du vaisseau dans lequel ils se trouvent et qui vient de se réveiller peu avant elle. Il lui dévoile le nom du vaisseau, le Caprice, ainsi que sa fonction : transporter de nombreux rebs, ou rebuts, à savoir des soldats ayant commis des actes illégaux durant la guerre. Le vaisseau contient également les membres d'équipage ainsi que des civils afin que les mille caissons hiber soient utilisés. Les rebs faisant partie des deux camps de belligérants, ils se séparent en deux et prennent possession de deux des trois roues que possède le vaisseau, la troisième étant dédiée aux civils. Selon les dires de Prad, le vaisseau est endommagé, beaucoup de systèmes ne fonctionnent plus très bien et il est dans l'incapacité de dire où ils se trouvent et combien de temps ils sont restés dans les caissons hiber. Scur affirme à Prad qu'elle doit se trouver ici par erreur car elle n'a jamais commis le moindre acte illégal durant son engagement militaire et elle demande que cela soit vérifié en lisant sa balle. Prad la croit, même si l'état actuel du vaisseau l'empêche de lire les informations contenues dans la balle de Scur.
Quelques jours plus tard, Scur surprend sur une vidéo provenant d'une des multiples caméras se trouvant dans le vaisseau le visage d'Orvin. Voulant se venger de lui et en même temps éviter qu'il s'en prenne à un moment ou à un autre à un des soldats ayant fait partie auparavant de ses ennemis, Scur lance une traque. Mais Orvin s'en rend compte avant d'être capturé et il prend un otage puis s'enfuit avec lui dans les parties du vaisseau non encore explorées. L'otage est retrouvé un peu plus tard grièvement blessé. Le bloc opératoire robotisé du vaisseau est utilisé afin de tenter de le sauver mais un dysfonctionnement entraîne le décès immédiat du blessé.
Quelque temps plus tard, une capsule est découverte à l'extérieur du vaisseau, arrimée contre un sas. Scur et Prad concluent qu'un voyageur clandestin se trouve certainement parmi eux. Prad ayant réussi à se servir des systèmes opérationnels du vaisseau pour arriver à lire les balles des soldats, un examen minutieux de tous permet assez vite de découvrir Murash, un habitant de la planète Tottori autour de laquelle le vaisseau est en orbite. Il leur révèle que leur vaisseau est arrivé d'un saut spatial mais sûrement temporel également huit cents ans avant qu'une fusée soit envoyée avec une capsule dans laquelle il se trouvait pour se rendre sur le Caprice. Son but état de récupérer le plus de médicaments et de technologies puis de redescendre sur la planète avec une des capsules du vaisseau. Il n'y est pas parvenu et, au bout de six semaines, Murash a réussi à intégrer un caisson hiber vide et à se mettre en hibernation. Dorénavant, la planète Tottori est presque entièrement recouverte de glace et sa population semble avoir beaucoup diminué et sa civilisation industrielle avoir décliné au niveau de la navigation à voile et des bêtes de somme.
Plus tard, Orvin est capturé puis condamné à mort. Scur demande à Prad la faveur de se rendre dans sa cellule et de lui fournir une balle lente ainsi qu'un injecteur. Il accepte. Scur injecte une balle lente à Orvin, pour le faire souffrir comme elle dans le passé, mais elle lui avoue que la balle ne le tuera pas. Par contre, avec l'aide de Prad, elle le conduit dans une capsule et l'envoie sur Tottori dans le but que, peut-être, il aide la population à sortir de son âge des ténèbres. Peu après, Prad parvient à rétablir le système de navigation du Caprice et le vaisseau quitte l'orbite de Tottori.

## Éditions
- Slow Bullets, Tachyon Publications (en), 9 juin 2015, 192 p.  (ISBN 978-1-61696-193-0)
- Mémoire de métal, Bragelonne, coll. « SF », 8 septembre 2021, trad. Benoît Domis, 191 p.  (ISBN 979-10-281-1892-1)